# Destedt

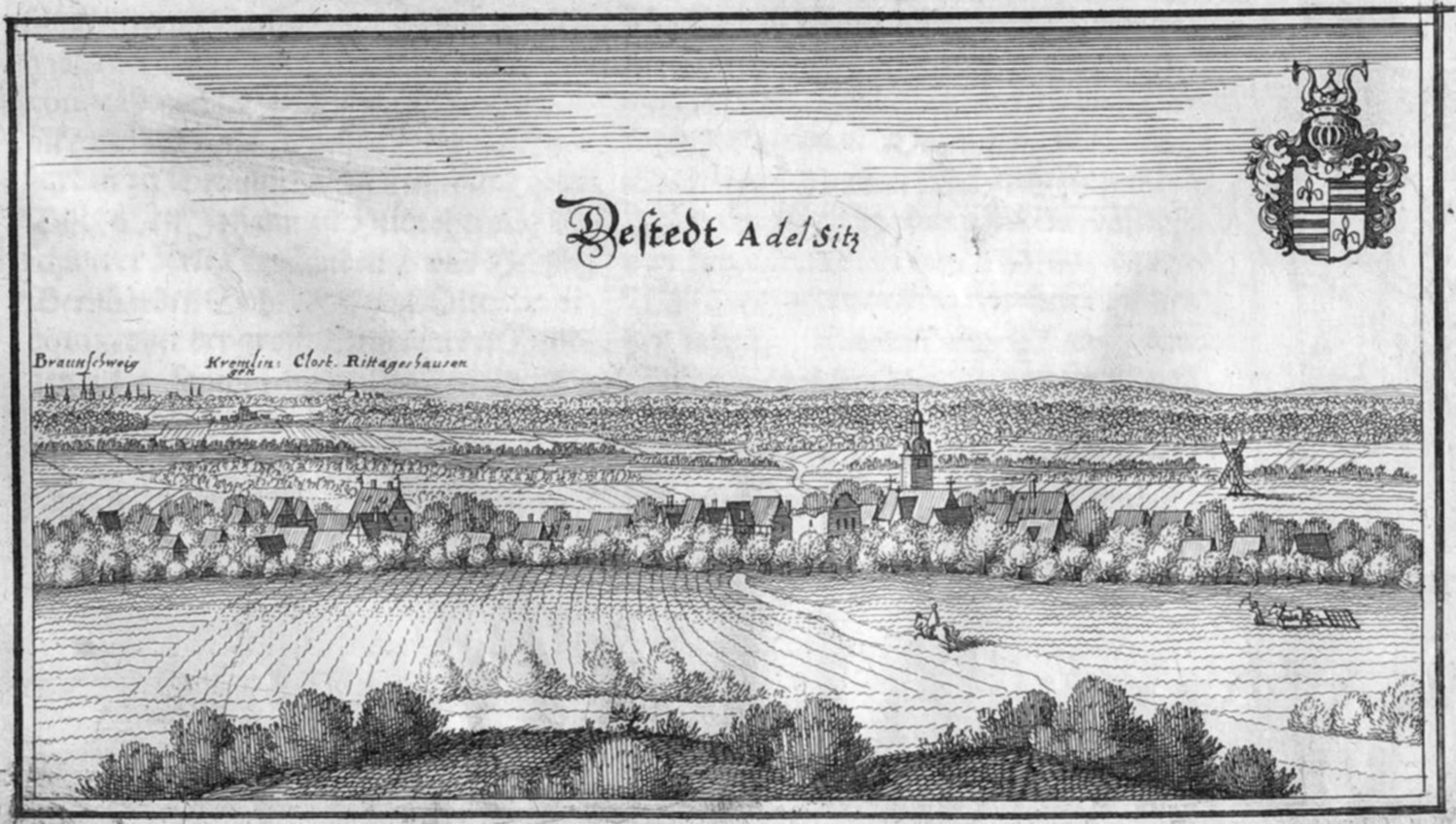
Destedt um 1654/1658, Stich von Matthäus Merian

Destedt [déˌʃtɛt], am Westrand des Elms gelegen, war bis 1974 Sitz der Samtgemeinde Destedt und ist seitdem Teil der Gemeinde Cremlingen im Landkreis Wolfenbüttel, Niedersachsen.

## Name
1306 wird der Ort als Dezstede und Destede erwähnt. 1308 wird er Dhestede, 1339 Destedt und 1349 Destidde geschrieben. Am Ende des 13. Jahrhunderts hieß der Ort Destede und 1409 Destedde.

## Lage
Destedt liegt etwa 18 Kilometer östlich von Braunschweig, 6 Kilometer westlich von Königslutter und 20 Kilometer nordöstlich von Wolfenbüttel. Unweit östlich des Ortes haben die Einwohner Anschluss an die Bundesstraße 1.
Die Gemarkung liegt auf dem nordöstlich verlaufenden Ausläufer des Elms. Die Höhenunterschiede im Ort liegen zwischen 85 und 300 m.

## Geschichte
Der wasserreiche Bereich um den heutigen Jödebrunnen oder früher Gödebrunnen ist vermutlich schon seit langer Zeit immer wieder besiedelt gewesen. Darauf deuten Funde aus Hügelgräbern und von Steinbeilen aus der Steinzeit hin. Von Destedt aus wurden nach dem Jahr 850 die umliegenden Rode-Dörfer Abbenrode, Erkerode, Hemkenrode und Schulenrode besiedelt. Es wird vermutet, dass im 12./13. Jahrhundert die Grafen von Wernigerode eine Burg im Ort besaßen und auch das umgebende Land beherrschten. Aus dem Archiv derer von Warberg aus dem 13. Jahrhundert geht hervor, dass die Familie von von Veltheim zu dieser Zeit Destedt schon als Lehen erhalten hatte. Bereits 1301 wurde an die von Veltheim schon Land verkauft. Die erste noch erhaltene Urkunde, die auf der Destedter Burg ausgestellt wurde, datiert auf den 6. Mai 1306. Die Herren von Veltheim kamen 1356 in ihren Besitz einschließlich des Landes. Destedt liegt in unmittelbarer Lage der historischen Handelsstraße, heute Bundesstraße 1, die von Aachen bis Königsberg reichte. Entsprechend entstanden Konflikte zwischen Braunschweig und der Burg in Destedt. Während des Bruderkriegs zwischen Herzog Wilhelm I. (dem Siegreichen) und seinem Bruder Heinrich (dem Friedfertigen) wurde die Destedter Burg belagert. Aufgrund der aussichtslosen Lage wurde die Burg von den Verteidigern selbst in Brand gesteckt. Sie selbst flohen durch einen unterirdischen Gang, der heute noch in Teilen erhalten ist, in den Elm. Die Burg und die Häuser in Destedt sowie in den umliegenden Orten wurden dem Erdboden gleichgemacht und die Wassergräben zugeschüttet. In der Aufbauphase entstanden zwei Güter, die Unterburg an historischen Platz und die Oberburg. Beide Güter waren getrennt und in die schwarze und weiße Linie der von Veltheims aufgeteilt. 1793 herrschten die im Ort ansässigen Adelsgeschlechter von Veltheim über Denkte, Erkerode, Hemkenrode, Cremlingen und ein Teichwärterhaus in Weddel. Dazu gehörten neben den beiden Burgen mit Vorwerk, 3 Pfarren, 3 Witwenhäuser, 3 Opfereien und Schulen, 10 Ackerhöfe, 6 Halbspännerhöfe, 65 Kothöfe, 54 Brinkerstellen, 3 Wassermühlen und 1 Mahlmühle sowie eine Ziegelei. Eine wichtige Erwerbsquelle war in Destedt neben dem Ackerbau die Garnspinnerei.
Am 1. März 1974 wurde Destedt in die Gemeinde Cremlingen eingegliedert.

## Politik

### Ortsrat
Der Ortsrat, der Destedt vertritt, setzt sich aus neun Mitgliedern zusammen. Die Ratsmitglieder werden durch eine Kommunalwahl für jeweils fünf Jahre gewählt.

Bei der Kommunalwahl 2021 ergab sich folgende Sitzverteilung:
| Ortsrat 2021Insgesamt 9 Sitze - SPD: 3 - Grüne: 3 - CDU: 3 |

### Ortsbürgermeister
Ortsbürgermeister ist Dr. Diethelm Krause-Hotopp (Bündnis 90/Die Grünen).

### Wappen

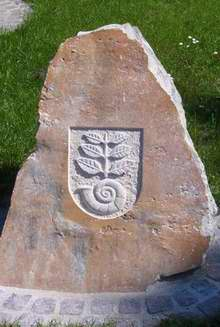
Ortswappen

| | Blasonierung: „In Blau über einem goldenen Ammonshorn ein sechsblättriger goldener Buchenzweig.“ |
| Wappenbegründung: Destedt war ehedem Verwaltungssitz der Samtgemeinde Destedt und hat deren Wappen wiederbelebt. der sechsblättrige Buchenzweig soll anhand einer Zahlensymbolik die seinerzeitigen Mitgliedsgemeinden – neben Destedt noch Abbenrode, Gardessen, Hemkenrode, Schulenrode und Veltheim (Ohe) – repräsentieren. Die Buche ist der charakteristische Baum des Elms, dessen bekannteste Versteinerung das Ammonshorn bildet. Das Wappen wurde am 27. Februar 1968 vom braunschweigischen Verwaltungspräsidenten gebilligt. Das Wappen wurde von Wilhelm Krieg gestaltet und am 12. März 1984 durch den Ortsrat angenommen. |                                                                                                  |

## Kultur und Sehenswürdigkeiten
- Das Entstehungsjahr der Wasserburg Destedt (häufig „Gut“ genannt), aus dem das Schloss Destedt hervorging, ist nicht bekannt. Seit 1356 bzw. 1388 ist sie im Besitz derer von Veltheim. 1430 und 1432 wurde sie von den Braunschweigern eingenommen, zerstört und nach dem Abbruch in Brand gesetzt. Nach Merian soll sie viele Jahrhunderte in Trümmern gelegen haben. Im Jahre 1693 entstand der heutige Schlossbau im Barockstil. Bei der Gestaltung hat vermutlich der braunschweigische Landesbaumeister Johann Balthasar Lauterbach eine wesentliche Rolle gespielt.

- Georg Philipp von Veltheim hat wahrscheinlich 1750 den Grund zur Errichtung des Parks gelegt, indem er den Pfarrhof durch Landtausch erwarb. Zwischen 1750 und 1770 wurden die ersten Bäume gepflanzt. Noch heute weist die Anlage einige Besonderheiten auf, unter anderem die überwiegend amerikanischen Bäume. 1970 wurde der Gutspark unter Landschaftsschutz gestellt und ist seitdem für die Öffentlichkeit zugänglich.
- Der Jödebrunnen und das ehemalige Pumpenhaus befindet sich unweit vom Schloßpark Destedt an der Ecke der Schoßmauer. Der früher genannte Gödebrunnen war die Keimzelle des Dorfes und wurde Anfang des 20. Jahrhunderts als zentrale Wasserquelle des Dorfes ausgebaut. Von dort wurde die erste Wasserleitung des Dorfes zum Speicherwerk Ende der Elmstraße verlegt.

## Persönlichkeiten
- Carl August von Veltheim (1718–1781), Generalleutnant und Generalinspekteur der hannoverschen Kavallerie
- Albert Bahns (1855–vermutlich 1936), deutscher Politiker (DDP)
- Hermann Gerner (1892–1983), Ehrenpräsident der Armbrust-Schützengilde Braunschweig, Bundesschiedsrichter der Armbrustschützen Deutschlands
- Franz Magill (1900–1972), Reitlehrer, SS-Offizier und Kriegsverbrecher in der Zeit des Nationalsozialismus
- Ludolf von Veltheim (1924–2007), Landwirt und Sportfunktionär
- Jan Zerbst (* 1980), Hörfunkmoderator, wuchs hier zeitweise auf

## Einrichtungen
- Grundschule Destedt: Sie wurde 1958 vom Architekten  Hans-Jürgen Kerle als moderner Gebäudekomplex errichtet, in dem Klassenzimmer als eigenständige Gebäude ebenerdig erreichbar sind zu denen überdachte offene Gänge führen.
- Dorfgemeinschaftshaus: Es entstand aus dem ehemaligen Bankgebäude.
- Gemeinschaftshaus der Kirchengemeinde: Es entstand aus einem ehemaligen Privathaus mit Stallungen angrenzend zum Pfarrhaus.